# Галич Михайло Григорович
Михайло Григорович Галич (нар. 1936) — український радянський діяч, секретар Одеського обласного комітету КПУ, 1-й секретар Красноокнянського та Іванівського районних комітетів КПУ Одеської області.

## Життєпис
Освіта вища. Член КПРС.
З грудня 1975 по 1980 рік — 1-й секретар Красноокнянського районного комітету КПУ Одеської області.
З 1980 по лютий 1983 року — 1-й секретар Іванівського районного комітету КПУ Одеської області.
26 лютого 1983 — 1990 року — секретар Одеського обласного комітету КПУ з питань сільського господарства.
Подальша доля невідома.

## Нагороди
- орден Трудового Червоного Прапора
- медалі